# Gaetano Mosca
Gaetano Mosca (Palermo, 1º aprile 1858 – Roma, 8 novembre 1941) è stato un giurista, politico e politologo italiano.

## Biografia
Si laureò in Giurisprudenza a Palermo nel 1881. Fu libero docente di Diritto costituzionale nella stessa Università degli Studi di Palermo nel 1885 e di Roma nel 1888, dove era arrivato nel 1887 come funzionario della Camera dei deputati (ruolo esercitato per quasi un decennio, periodo in cui fu anche, fuori ruolo, segretario particolare di Antonio Starabba, marchese di Rudinì).
Dal 1896 fu professore di Diritto costituzionale all'Università degli Studi di Torino, dove fu anche Preside della Facoltà di Giurisprudenza (1907-1909). 
Dal 1902 insegnò anche Diritto costituzionale e amministrativo e Storia delle dottrine politiche all'Università Bocconi di Milano. Dal 1923 al 1933 fu professore di Storia delle dottrine e delle istituzioni politiche alla Facoltà di Scienze politiche della Sapienza - Università di Roma.
Nel 1909 fu eletto deputato al Parlamento con la Destra nel collegio di Caccamo che era stato del Di Rudinì, e riconfermato alla Camera nel 1913, fino al 1919. Nel 1914 fu sottosegretario di stato per le Colonie fino al giugno 1916 nei governi Salandra, e nel 1919  fu nominato senatore del Regno.
Dopo il delitto Matteotti nel 1924, fu avverso al fascismo, e nel 1925 fu tra i firmatari del Manifesto degli intellettuali antifascisti di Benedetto Croce. Tra i senatori del Regno fu uno dei pochi a opporsi negli anni Venti alla fascistizzazione dello Stato.
Collaborò al Corriere della Sera dal 1900 al 1924. Dal 1927 fu Accademico dei Lincei.

## Teoria del potere politico
Insieme a Robert Michels e Vilfredo Pareto, Gaetano Mosca è classificato tra i più importanti esponenti della corrente di pensiero dell'elitismo. 
Più precisamente, è il fondatore della "Teoria delle classi politiche" .

### L'elitismo
Mosca, nella sua analisi sul potere politico, critica la tripartizione aristotelica delle forme di governo (monarchia, oligarchia, democrazia). Egli sostiene che esiste una sola forma di governo e di classe politica, cioè, l'oligarchia. Mosca fa tale affermazione perché sostiene che in ogni società vi sono due classi di persone: i governanti (che sono le élite che hanno il potere politico) e i governati (il resto della società). Secondo Mosca l'élite al potere è organizzata in modo tale da mantenere a lungo la propria posizione e tutelare i propri interessi, anche utilizzando i mezzi pubblici a sua disposizione.
Per questi motivi egli ritiene che la democrazia, il parlamentarismo, il socialismo siano solo delle utopie, delle teorie politiche per legittimare e mantenere un potere che è sempre in mano a pochi uomini. Infine, egli sostiene che vi è una riproduzione del potere per via democratica quando l'oligarchia permette, ai membri di qualsiasi classe sociale, l'ingresso al suo interno; vi è una riproduzione del potere per via aristocratica quando il ricambio avviene sempre all'interno della élite. Questo ricambio dipende anche dalla situazione dello stato in quel preciso momento: infatti in una condizione di guerra, l'accesso alla classe politica sarà facilitato a generali, comandanti etc.
Mosca fu senatore durante il periodo liberale e, essendo la carica vitalizia, anche durante il fascismo, ideologia con cui non si trovò assolutamente d'accordo e che lo fece riflettere sul valore di quel parlamentarismo tanto criticato nelle sue prime opere. Mosca si occupò esclusivamente delle élite politiche, anche se non ricorse al termine élite ma al termine classe politica: il ruolo di conduzione della società è, infatti, eminentemente politico.
Nel suo pensiero, ci sono due casi ricorrenti della vita politica i quali sono solo fenomeni apparenti:
- vi è un uomo solo al comando,
- l'élite si fa scalzare dalla massa mossa dal malcontento.

Nel primo caso l'autocrazia si basa su una classe politica, chi è a capo del governo non può muovere contro la classe politica: principio dell'organizzazione.
Nel secondo caso, la massa, nonostante creda di poter scalzare definitivamente un'élite, emanerà di nuovo una ristretta classe politica, perché senza classe politica non si governa.
Dice Mosca: "È vero, come ci ha insegnato Karl Marx che la storia dell'umanità è una storia di lotta, ma non si tratta di lotta economica, bensì di lotta politica. È lotta tra una minoranza che vuole continuare ad essere classe politica e un'altra minoranza che aspira a diventarlo".
Ma per Mosca questa lotta non avviene tra più gruppi diversi per pensiero o per censo, ma tra due tipologie così individuabili:
- quella che detiene il potere che Mosca chiama "materiale" (ovvero la "classe burocratica", che detiene il potere coercitivo);
- quella che detiene il potere "intellettuale".

Chi detiene il potere "intellettuale" aspirerebbe ad ottenere quello "materiale". A sua volta, chi detiene il potere "materiale" necessita giustificarlo "mercé il sussidio di qualcuna almeno delle forze intellettuali o morali",  e quindi mediante compromessi e concessioni al gruppo "intellettuale". L'insieme di questi due gruppi viene da lui definita come "classe politica".

### La teoria delle classi politiche
Secondo Mosca, in ogni sistema politico è possibile individuare:
- Una "classe politica". Mosca la definisce come "l'insieme delle gerarchie che materialmente e moralmente dirigono una società".[6]
- Una "formula politica". Mosca la definisce come "la dottrina o le credenze che danno una base morale al potere dei dirigenti".[6]

La regola fondamentale proposta dalla "Teoria della classi politiche" di Mosca è che alla modifica della "formula politica" consegue una modifica dell'organizzazione della classe politica.
In altre parole, qualunque sistema politico si basa su di un consenso di fondo. Quando questo decade, ne consegue prima di tutto una modifica della "formula politica", atta ad un nuovo consenso. Parallelamente, avverranno adeguamenti sia nella composizione dei gruppi intellettuali e burocratici che formano la classe politica, sia nella sua forma organizzativa.
Da questa regola consegue anche una conseguenza storicista. Dice Mosca "È impossibile studiare la storia delle dottrine politiche senza studiare contemporaneamente quella delle istituzioni politiche".

## Opere
- Sulla teorica dei governi e sul governo parlamentare (1884)
- Appunti sulla libertà di stampa (1885)
- Questioni costituzionali (1885)
- Le Costituzioni moderne (1887)
- Elementi di scienza politica (1ª parte: 1896 - 2ª parte: 1923)
- Che cosa è la mafia, (1900)
- Appunti di diritto Costituzionale (1908)
- Italia e Libia (1912)
- Stato liberale e stato sindacale (1925)
- Il problema sindacale (1925)
- Saggi di storia delle dottrine politiche (1927)
- Crisi e rimedi del regime parlamentare (1928)
- Storia delle dottrine politiche (1937)
- Partiti e sindacati nella crisi del regime parlamentare (Bari, 1949)
- Ciò che la storia potrebbe insegnare. Scritti di scienza politica (Milano, 1958)
- Il tramonto dello Stato liberale (a cura di A. Lombardo, Catania 1971)
- Scritti sui sindacati (a cura di F. Perfetti, M. Ortolani, Roma 1974)
- Discorsi parlamentari (con un saggio di A. Panebianco, Bologna 2003)